# Лаферадзе, Кукури
Зураб (Кукури) Лаферадзе (груз. ზურაბ (კუკური) ლაფერაძე; 15 июня 1926, Надзва, Имеретия — 1 декабря 1990) — грузинский актёр, народный артист Грузинской ССР (1976), член Творческого союза кинематографистов Грузии.

## Биография
В 1944—1946 годах учился в студии при театре Марджанишвили. Параллельно выступал на сцене того же театра. В 1946—1956 годах работал в Грузинской труппе Сухумского театра, с 1956 года — в киностудии «Грузия-фильм». С 1958 года до своей смерти он был актёром театра Марджанишвили.
Похоронен в пантеоне Сабуртало в Тбилиси.

## Фильмография
- 1956 — «Тень на дороге» — Георгий Чохели
- 1957 — «Последний из Сабудара» — Георгий
- 1957 — «Правду скажу» — Мераб Девидзе
- 1958 — «Мамлюк» — Хусейн-Ага
- 1958 — «Маяковский так начинал…»
- 1959 — «Акулий зуб» — Омар
- 1960 — «Прерванная песня» — Мамедов
- 1960 — «Папа Джигия» — глава колхоза.
- 1961 — «Клад» — Тоти-инженер
- 1965 — «Я вижу солнце» — Бежана
- 1967 — «Мой друг Нодар» — главный инженер
- 1967 — «Треугольник» — Васо
- 1972 — «Весёлый роман» — Митрофан
- 1974 — «Отражение» — Геронт
- 1975 — «Чирик и Чикотела» — священник
- 1975 — «Переполох» — Зорба
- 1975 — «Не верь, что меня больше нет» — руководитель карьеры
- 1975 — «Винные похитители» — Тедо
- 1957 — «Судьба женщины»
- 1972 — «Саженцы»
- 1976 — «Как утренний туман» — Жигола
- 1976 — «Настоящий тбилисец и другие»
- 1977 — «Возвращение»
- 1977 — «Ученик Эскулапа»
- 1978 — «Мой друг — дядя Ваня» — Ростом
- 1979 — «Тринадцатая свинья»
- 1980 — «Твой сын, Земля» — Шота Беродзе.
- 1981 — «Любителям разгадывать кроссворды»
- 1982 — «Сами Аликури»
- 1982 — «Шатёр мудрости»
- 1984 — «Чиора»
- 1985 — «Кто четвёртый?»
- 1986 — «Пролог»
- 1978 — «Берега» — Моисей Замтарадзе
- 1975 — «Дай мне тепло»
- 1966 — «Водительский подарок»
- 1963 — «Авария на дороге»
- 1973 — «Я и мои соседи»
- 1973 — «Осеннее солнце» — таксист